# 脅威均衡
脅威均衡（論）（balance of threat theory）は、スティーヴン・ウォルトが1985年に学術誌「国際組織」に発表した論文「同盟形成と世界的な勢力均衡（英語）」で提示した概念である。脅威均衡論は、国際関係論の新現実主義学派において有名な勢力均衡論を修正したものである。
脅威均衡論によれば、国家の同盟行動は、国家が他国から感じる脅威によって決まる。小国の場合、安全を保護するために台頭する脅威に追従することが大いにありえるけれども、認識された脅威に対して国家は一般に均衡策を採るとウォルトは論じる。第一次世界大戦前後のヨーロッパ諸国の同盟パターンを例として彼は挙げている。
ウォルトは、他国からの脅威を評価するために国家が利用する4つの条件を挙げている。つまり集積された強大さ（規模、人口、経済能力）、地理的近接性、攻撃能力、攻撃意図である。台頭する国家がこれらの資格を持っていると見れば見るほど、その国家を脅威とみなし、それに対して均衡を保とうとする傾向が大きくなるとウォルトは論じている。
脅威均衡論は、パワーを脅威と区別することによって現実主義（およびケネス・ウォルツの新現実主義）を修正した。現実主義の分析をそれまで支配してきた勢力均衡論では、軍事能力といったパワーが高まっている他国（すなわちパワーの増大が攻撃意図を反映している）に対して国家は均衡策を採る。これは経験的証拠から生まれたものではなく、脅威均衡論が証拠をよりうまく説明するとウォルトは論じている。たとえば、アメリカ合衆国は冷戦期にパワーを増大させたが、しかしNATO同盟諸国のように多くの国家は、アメリカが彼らに対して攻撃的な意図を示さなかったので、アメリカと同盟を結んだのである。